# Triquaromboedro
In geometria solida il triquaromboedro è un poliedro convesso

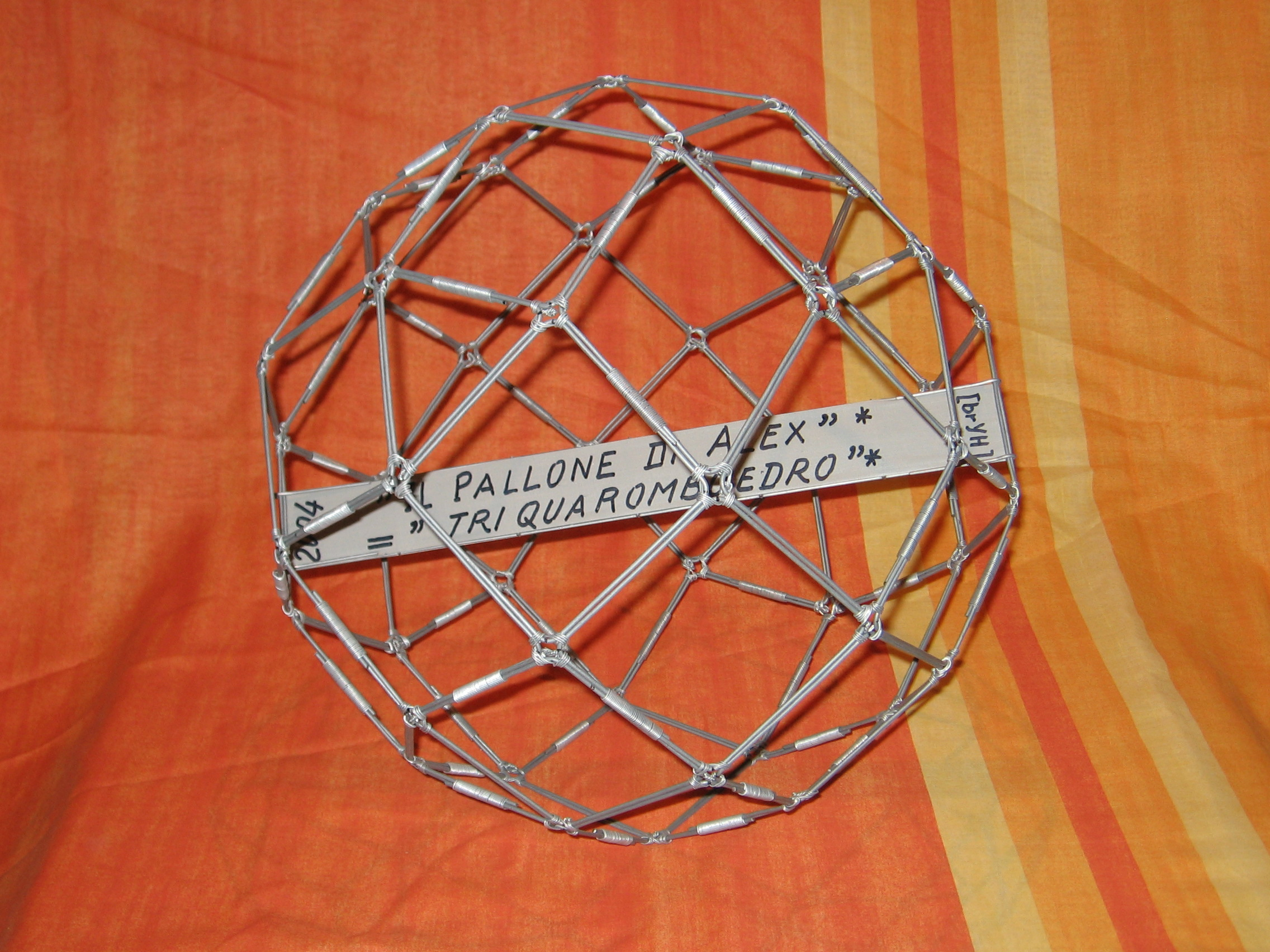
Triquaromboedro

## Proprietà
Le facce del triquaromboedro sono triangoli equilateri, quadrati e rombi: tutti poligoni equilateri. Come conseguenza, gli spigoli del triquaromboedro hanno tutti la stessa lunghezza. 
È possibile inscrivere una sfera in questo poliedro: esiste cioè una sfera che è tangente ad ogni sua faccia.

## Poliedro duale
Il poliedro duale è il bicostetraedro trapezoidale.

## Altri poliedri
I 48 vertici del poliedro sono anche vertici del poliedro composto formato dall'unione di due poliedri archimedei:  il cubo tronco e l'ottaedro tronco.